# American-Airlines-Flug 191
American-Airlines-Flug 191 (Flugnummer: AA191) war ein Linienflug der American Airlines von Chicago nach Los Angeles. Am 25. Mai 1979 wurde diese Route von einer McDonnell Douglas DC-10-10 mit dem Luftfahrzeugkennzeichen N110AA geflogen. Das Flugzeug stürzte kurz nach dem Start ab, wobei alle 271 Insassen an Bord und zwei Personen am Boden getötet wurden. Es ist bis heute der schwerste Flugunfall in den USA und schwerster Zwischenfall von American Airlines mit einer Maschine. Die Anzahl der Opfer wurde nur bei den Terroranschlägen am 11. September 2001 noch übertroffen.

## Unfall

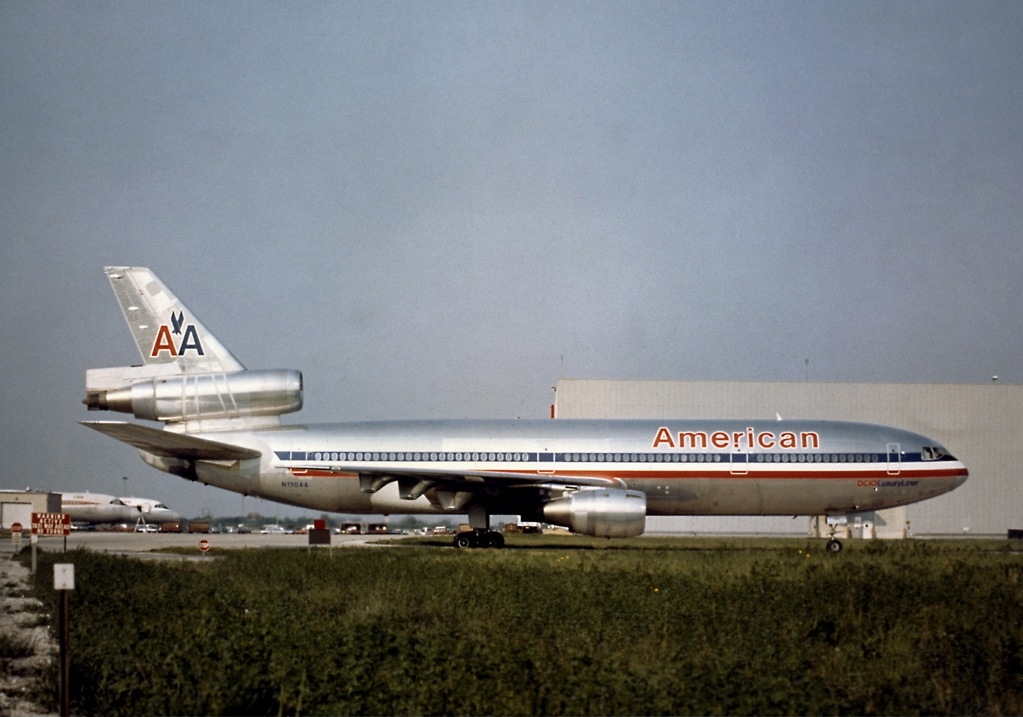
Die verunglückte Maschine 5 Jahre vor dem Unfall (1974)

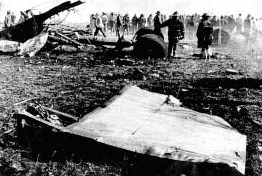
Trümmer samt Bugfahrwerk der DC-10 an der Absturzstelle, mit First Respondern.

Der Flug begann am O’Hare Airport in Chicago und sollte nach etwa vier Stunden auf dem Los Angeles International Airport enden. Das Flugzeug hatte 258 Passagiere und 13 Besatzungsmitglieder an Bord. Die Cockpitbesatzung bestand aus dem erfahrenen Kapitän Walter Lux, dem ersten Offizier James Dillard und dem Flugingenieur Alfred Udovich. Um 15:02 Uhr Ortszeit erhielten die Piloten die Starterlaubnis für Runway 32R.
Nach ungefähr 1100 Metern hob das Bugfahrwerk des Flugzeugs vom Boden ab. Kurz vor dem endgültigen Abheben konnten die Fluglotsen im Tower beobachten, wie sich Triebwerk Nr. 1 (links) von der Tragfläche löste, über diese hinweg flog und anschließend auf die Startbahn stürzte. Zuerst blieb das Flugzeug im koordinierten Steigflug, bis es eine Höhe von etwas mehr als 100 Metern erreicht hatte. Währenddessen zog es einen Streifen ausgelaufenen Kerosins hinter sich her. Ein solcher Vorfall hätte bei einer DC-10 nicht zwangsläufig zum Absturz geführt, da sowohl der Schwerpunkt weiterhin im zulässigen Bereich war und andererseits die mechanischen Beschädigungen an der Tragflächennase so gering waren, dass eine sichere Landung möglich gewesen wäre, wenn der Abriss des Triebwerks nicht auch andere Schäden, insbesondere an den Hydrauliksystemen, verursacht hätte. Allerdings zeigte sich in anschließenden Flugsimulatortests, dass nur Piloten, die auf die Situation vorbereitet waren, in der Lage waren, das Flugzeug wieder unter Kontrolle zu bringen.
Die Piloten versuchten, die Geschwindigkeit von 310 km/h auf die für einen solchen Fall vorgesehenen 285 km/h zu reduzieren, doch durch den Abriss waren die Hydraulikleitungen in der linken Tragfläche beschädigt worden. Außerdem versorgte normalerweise das Triebwerk Nr. 1 die Instrumente des Kapitäns mit Energie; das Fehlen hatte zur Folge, dass nun so wichtige Anzeigen wie die Überziehwarnanlage, die Anzeige der Position der Vorflügel und der Vibrationsalarm am Steuer („Stickshaker“) ausfielen. All diese Warnungen wurden zur damaligen Zeit noch nicht auf der Seite des Kopiloten angezeigt, was bedeutete, dass die Piloten in diesem Fall nicht wussten, was genau passiert und wie stark das Flugzeug beschädigt war. Nicht einmal das Fehlen des Triebwerks war der Besatzung bewusst, da dies vom Cockpit aus nicht zu sehen war.
Aufgrund der Beschädigungen der Tragfläche flossen in kurzer Zeit große Mengen Hydraulikflüssigkeit aus, was zur Folge hatte, dass aufgrund sinkenden Hydraulikdrucks an der linken Tragfläche die Vorflügel von selbst einfuhren. Somit erhöhte sich die Abrissgeschwindigkeit dieser einen Tragfläche der DC-10 um etwa 60 km/h auf mehr als 290 km/h. Als die Piloten die Geschwindigkeit reduzierten, lieferte die nach wie vor korrekt konfigurierte rechte Tragfläche weiterhin genug Auftrieb, während an der linken die Strömung abriss. Das Flugzeug kippte dadurch um 112° nach links und stürzte, unkontrollierbar geworden, etwa 1,5 km vom Ende der Startbahn entfernt nahe einer Wohnwagensiedlung in ein Feld (42° 0′ 35″ N, 87° 55′ 45″ W). 
Beim Aufprall ging das Flugzeug in Flammen auf und brach auseinander. Dabei kamen alle 271 Personen an Bord ums Leben. Die Explosion war so stark, dass ihr Rauchpilz sogar vom Zentrum Chicagos aus gesehen werden konnte. Die Wohnwagensiedlung wurde vom eigentlichen Absturz weitgehend verschont. Einige Flugzeugtrümmer trafen jedoch mehrere Mobilheime, wobei zwei Bewohner getötet und zwei weitere schwer verletzt wurden.
Weil der Stimmenrecorder im Cockpit ebenfalls vom Triebwerk Nr. 1 mit Energie versorgt wurde, nahm er kurz vor dem Ende der Aufzeichnung nur ein … „Damn, Oh Shit“ … (dt.: … „Verdammt, Scheiße“ …) von einem der Piloten auf, dann nichts mehr. Der Tower funkte an AA191, als sie den Abriss des Triebwerks sahen: „Alright American 191 heavy, … You wanna come back? … and on what runway?“ … „He’s not talking to me“ … (dt.: „Ok, American (Flug) 191 heavy, … Wollt ihr umkehren? … auf welcher Start- und Landebahn?“ … „Er spricht nicht mit mir“ …).

## Ermittlungen des NTSB

Schema der Triebwerksbefestigung

Das Ergebnis der Untersuchung des National Transportation Safety Board (NTSB) wurde am 21. Dezember 1979 veröffentlicht. Es besagte, dass die Ursache für den Unfall wahrscheinlich auf einen Schaden an der Triebwerksaufhängung zurückging, der bei einem Triebwerkstausch bei vorangegangenen Wartungsarbeiten auf dem Tulsa International Airport (Oklahoma) entstand. Der Träger des Triebwerks wurde beschädigt, da es nicht ordnungsgemäß abgebaut worden war. Korrekterweise hätte das Triebwerk zuerst von seinem Träger abgebaut werden müssen, und dieser dann von der Tragfläche; um aber Zeit und Kosten zu sparen, wurden die American-Airlines-Mechaniker angewiesen, Triebwerk und Träger gleichzeitig zu entfernen. Joe Leonhard, später Vorsitzender der AirTran, war zu dieser Zeit Chef der Wartungsabteilung der American Airlines und hatte diesem Vorgehen zugestimmt. Ein großer Gabelstapler wurde benutzt, um das Triebwerk zu halten, während es mitsamt Träger von der Tragfläche abmontiert wurde. Als bei einer Wartung während dieser Prozedur ein Schichtwechsel dazwischenkam, blieb der Gabelstapler für einen kurzen Zeitraum unbeobachtet. Aufgrund eines Fehlers im Hydrauliksystem des Staplers kippte das Triebwerk leicht zur Seite, während es noch nicht vollständig abmontiert war. Es entstand eine große Beule und im Inneren der Aufhängung brachen einige Teile. Der Bruch blieb unbemerkt, sogar bei den folgenden Flügen. Bei jedem Flug verschlimmerte er sich jedoch und schließlich riss das Triebwerk beim Start von AA191 ab. Durch den Abriss des Triebwerks und die entstandenen Schäden im Hydrauliksystem konnte die Katastrophe nicht mehr abgewendet werden. Das NTSB schrieb in seinem Bericht, dass die Piloten unter den gegebenen Umständen in keiner Weise für den Absturz verantwortlich waren. Der für die Überwachung der Wartung zuständige Chefmechaniker starb durch Suizid, kurz bevor er bei den Ermittlungen hätte aussagen sollen.
Die angewandte Demontagemethode verkürzte den Zeitaufwand erheblich und wurde praktiziert, obwohl vorher genau bekannt war, wie der Arbeitsgang hätte durchgeführt werden müssen. Die Ermittlungen ergaben, dass die Konstruktionsweise des Trägers bzw. der gesamten Aufhängung Wartungsarbeiten erschwerte und das Entstehen von Schäden begünstigte.

## Filme
- Chicago Air Crash 1979. Sekunden vor dem Unglück (Staffel 3, Folge 15). Deutsche Erstausstrahlung: 15. Dezember 2007[3]
- American-Airlines-Flug 191. Mayday – Alarm im Cockpit (Staffel 12, Folge 7). Deutsche Erstausstrahlung: 6. März 2013[4]

## Trivia
Die US-amerikanische Schauspielerin Lindsay Wagner hatte ihr Ticket für diesen Flug storniert, weil sie sich an diesem Tag nicht gut fühlte.